# Styliola subula
Styliola subula is een slakkensoort uit de familie van de Creseidae. De wetenschappelijke naam van de soort is voor het eerst geldig gepubliceerd in 1827 door Quoy & Gaimard.